# アルパイン郡 (カリフォルニア州)
アルパイン郡（英: Alpine County）は、アメリカ合衆国カリフォルニア州のシエラネバダ山脈部に位置する郡である。2010年国勢調査での人口は1,175人であり、州内最小である。郡内に法人化された都市は無く、すべて山岳と田園である。郡庁所在地はマークリービルである。タホ湖とヨセミテ国立公園の間に位置する。

## 歴史
アルパイン郡は、近くのコムストック・ロードで銀鉱が発見された後の銀ブームの最中にあたる1864年3月16日に設立された。郡域はアマドール郡、カラベラス郡、エルドラド郡、モノ郡およびトゥオルミ郡の一部を併せて形成された。設立時の人口は約11,000人、郡庁所在地はシルバーマウンテンシティだった（現在はゴーストタウン）。しかし1868年までに地域の銀鉱山が利益を生み出さなくなり、人口は約1,200人に減少した。1875年には郡庁所在地がマークリービルに移された。
シルバーラッシュの後、アルパイン郡の経済は農業、牧畜および製材業に依存している。1920年代までに人口は200人丁度までに減少した。1960年代にベアバレーやカークウッドのスキー場が建設され、人口は現在の水準に回復した。

## 地理
アメリカ合衆国国勢調査局に拠れば、郡域全面積は743平方マイル (1,920 km2)であり、このうち陸地は739平方マイル (1,910 km2)、水域は5平方マイル (13 km2)で水域率は0.61%である。基準地の標高は1,788メートルである。

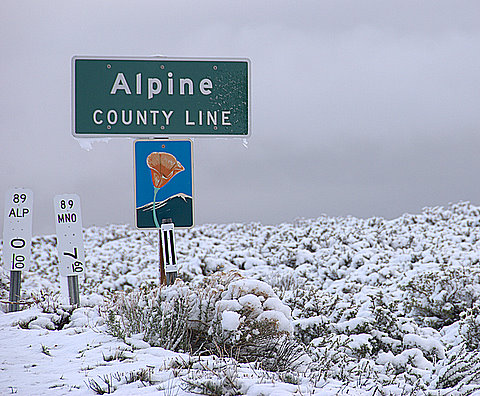
カリフォルニア州道89号線沿いアルパイン郡道の標識（2006年）

### 隣接する郡
- モノ郡 - 東
- トゥオルミ郡 - 南
- カラベラス郡 - 南西
- アマドール郡 - 西
- エルドラド郡 - 北西
- ダグラス郡 (ネバダ州) - 北

### 国立自然保護地域
- エルドラド国立の森（部分）
- スタニスラウス国立の森（部分）
- トイヤベ国立の森（部分）

## 交通

### 主要高規格道路
- カリフォルニア州道4号線
- カリフォルニア州道88号線
- カリフォルニア州道89号線

### 公共交通
隣接するネバダ州ダグラス郡との合意により、限定され予約による公共交通が提供されている。ハイキングを楽しむ人には幾つか歩道入り口までのシャトルバスが運行されている。

### 空港
アルパイン郡空港はマークリービルから6キロメートル、シエラネバダ山脈東側に位置する一般用途空港である。この空港には小型軽飛行機が駐機するエプロンを備えた滑走路がある。建物や照明は無く、滅多に利用されていない。夜間の空が晴れて暗いことで、天文学者には人気がある。

## 人口動態
以下は2000年国勢調査による人口統計データである。
| 基礎データ - 人口: 1,208人 - 世帯数: 483 世帯 - 家族数: 295 家族 - 人口密度: 1人/km2（2人/mi2） - 住居数: 1,514軒 - 住居密度: 1軒/km2（2/mi2） 人種別人口構成 - 白人: 73.68% - アフリカン・アメリカン: 0.58% - ネイティブ・アメリカン: 18.87% - アジア人: 0.33% - 太平洋諸島系: 0.08% - その他の人種: 1.41% - 混血: 5.05% - ヒスパニック・ラテン系: 7.78% - ドイツ系アメリカ人: 12.1% - アイルランド系アメリカ人: 12.1% - イングランド系アメリカ人: 9.3% - 先祖がアメリカ人: 6.5% - イタリア系アメリカ人: 5.7% 主たる言語による人口構成 - 英語: 95.0% - スペイン語: 3.1% - ワショ語: 2.0% | 年齢別人口構成 - 18歳未満: 22.8% - 18-24歳: 10.4% - 25-44歳: 27.5% - 45-64歳: 29.3% - 65歳以上: 9.9% - 年齢の中央値: 39歳 - 性比（女性100人あたり男性の人口） - 総人口: 110.8 - 18歳以上: 117.2 世帯と家族（対世帯数） - 18歳未満の子供がいる: 25.5% - 結婚・同居している夫婦: 43.9% - 未婚・離婚・死別女性が世帯主: 11.0% - 非家族世帯: 38.9% - 単身世帯: 27.7% - 65歳以上の老人1人暮らし: 5.4% - 平均構成人数 - 世帯: 2.50人 - 家族: 2.96人 収入と家計 - 収入の中央値 - 世帯: 41,875米ドル - 家族: 50,250米ドル - 性別 - 男性: 36,544米ドル - 女性: 25,800米ドル - 人口1人あたり収入: 24,431米ドル - 貧困線以下 - 対人口: 19.5% - 対家族数: 12.0% - 18歳未満: 27.4% - 65歳以上: 10.1% |

人口のほぼ半分はモルモン教徒である。

## 国勢調査指定地域
- マークリービル（郡庁所在地）
- アルパインビレッジ
- ベアバレー
- カークウッド
- メサビスタ
- ウッドフォーズ

## 政治
アルパイン郡は歴史的にアメリカ合衆国大統領および連邦議会選挙で共和党寄りの地盤である。2000年大統領選挙ではジョージ・W・ブッシュがかろうじて勝利したが、2004年の大統領選挙では民主党のジョン・ケリーが制した。民主党がこの郡で多数を占めたのは、1936年にフランクリン・ルーズベルトがカリフォルニア州の全郡を制した時以来となった。2008年の選挙ではバラク・オバマがジョン・マケインに対してさらに大きな差の勝利を得た。
2008年の命題8に関する住民投票では法案に反対したカリフォルニア州内陸部3郡の1つとなった。これは同性同士の結婚を禁止するためのカリフォルニア州憲法修正案だった。反対は56.4%、賛成は43.6%となった（その他の反対した内陸郡はヨロ郡とモノ郡である）。
カリフォルニア州務省に拠ればアルパイン郡の登録有権者数は776人である。このうち282人、36.3%が民主党を、272人、35.1%が共和党を、49人、6.3%がその他の政党を支持しており、173人、22.3%は支持政党を表明しなかった。
アメリカ合衆国下院議員の選挙ではカリフォルニア州第3選挙区の一部であり、カリフォルニア州議会下院議員の選挙では第4選挙区、カリフォルニア州議会上院議員の選挙では第1選挙区に入っており、2010年時点で全て共和党議員が努めている。